# Splash attack
Splash attack est un jeu de société créé par Thierry Chapeau en 2005 et édité par Gigamic.
Pour 2 à 4 joueurs, à partir de 5 ans pour environ 10 minutes.

## Principe général
Les enfants doivent récupérer rapidement le poisson indiqué par deux dés : un de forme et un de couleur. Mais un poisson attrapé n'est pas acquis définitivement car un autre joueur peut le voler.

## Récompense
- As d'or Jeu de l'année Enfants 2006